# Jim Neilson
James Anthony „Jim“ Neilson (* 28. November 1941 in Big River, Saskatchewan; † 6. November 2020 in Winnipeg, Manitoba) war ein kanadischer Eishockeyspieler. Während seiner aktiven Karriere bestritt er zwischen 1958 und 1979 unter anderem 1088 Spiele für die New York Rangers, California Golden Seals und Cleveland Barons in der National Hockey League sowie 35 weitere für die Edmonton Oilers in der World Hockey Association auf der Position des Verteidigers. Neilson ist mütterlicherseits indianischer Abstammung vom Stamm der Cree, sein Vater war Däne.

## Karriere
Neilson verbrachte seine Juniorenzeit zwischen 1958 und 1961 bei den Prince Albert Mintos in der Saskatchewan Junior Hockey League. In seinen beiden vollständigen Spielzeiten gelangen dem Verteidiger jeweils 20 oder mehr Tore pro Saison. Von den Mintos wechselte er als 19-Jähriger im Sommer 1961 in den Profibereich und spielte eine Saison lang für die Kitchener-Waterloo Beavers in der Eastern Professional Hockey League. Sein Spiel bescherte ihm am Saisonende die Ernennung zum Rookie des Jahres und die Berufung ins Second All-Star Team der Liga.
Zur Saison 1962/63 wurde Neilson von den New York Rangers aus der National Hockey League verpflichtet und spielte dort in der Verteidigung an der Seite von Doug Harvey. Der Kanadier spielte für die folgenden zwölf Jahre fest im Kader der Rangers und wurde während dieser Zeit zweimal zum NHL All-Star Game eingeladen sowie am Ende der Saison 1967/68 ins NHL Second All-Star Team gewählt. Seine erfolgreichste Spielzeit – gemessen an seiner Offensivausbeute – hatte der Abwehrspieler im Spieljahr 1968/69, als ihm 44 Scorerpunkte gelangen. Im Sommer 1974 wurde Nilson im Intra-League Draft von den California Golden Seals ausgewählt, die er bis zu deren Umsiedlung nach der Spielzeit 1975/76 gemeinsam mit Bob Stewart als Mannschaftskapitän aufs Eis führte. Jedoch bestritt Neilson in der letzten Saison des Franchises in Oakland lediglich 26 Spiele, nachdem er eine Knieverletzung erlitten hatte. Zur Saison 1976/77 zog der Verteidiger dennoch mit dem Team nach Cleveland im Bundesstaat Ohio um, wo das Team bis zu seiner Auflösung im Sommer 1978 als Cleveland Barons spielte. Neilson verblieb mit Stewart weiterhin Mannschaftskapitän.
Durch den Zusammenschluss der Barons mit den Minnesota North Stars wurde der inzwischen 37-jährige Abwehrspieler auf die Reservistenliste gesetzt und von dort als Free Agent von den Edmonton Oilers aus der World Hockey Association verpflichtet. Dort absolvierte er bis zu der Verkündung seines Karriereendes im Sommer 1979 aufgrund anhaltender Rückenbeschwerden 35 Einsätze. Im Jahr 2010 wurde Neilson in die Saskatchewan Sports Hall of Fame aufgenommen.
Neilson verstarb am 6. November 2020 im Alter von 79 Jahren.

## Erfolge und Auszeichnungen
- 1962 EPHL Rookie of the Year
- 1962 EPHL Second All-Star Team
- 1967 NHL All-Star Game
- 1968 NHL Second All-Star Team
- 1971 NHL All-Star Game

## Karrierestatistik
(Legende zur Spielerstatistik: Sp oder GP = absolvierte Spiele; T oder G = erzielte Tore; V oder A = erzielte Assists; Pkt oder Pts = erzielte Scorerpunkte; SM oder PIM = erhaltene Strafminuten; +/− = Plus/Minus-Bilanz; PP = erzielte Überzahltore; SH = erzielte Unterzahltore; GW = erzielte Siegtore; 1 Play-downs/Relegation; Kursiv: Statistik nicht vollständig)